# Княжество Галилея
Кня́жество Галиле́я е християнска държава, която се създава след завладяването на Йерусалим през 1099 г. от участниците в Първия кръстоносен поход. Княжеството е едно от четирите основни васални княжества на Йерусалимското кралство и обхваща земите в околностите на Тиберия, включително Галилея и Южна Финикия (понастоящем територия на Ливан и Израел).

## История
Княжество Галилея е създадено през 1099 г., когато Танкред Тарантски получава от граф Годфроа дьо Буйон владението на крепостите Тиберия, Хайфа и Бетсан. През 1101 г. йерусалимския крал Балдуин I преотстъпва Хайфа на Галдемар Карпенел, а впоследствие прави Танкред регент на Антиохийското княжество. Княжество Галилея става владение на династиите Сент Омер, Фоконбер и Бур. Столица на княжеството е крепостта Тиберия (Тиверия), поради което е наричано и княжество Тиверия или Тивериада. Княжеството е превзето през 1187 г. от войските на сарацинския султан Салах ад-Дин. Независимо от това княжеската титла впоследствие продължават да носят родственици и по малките синове на кипърските крале, които са титулярни крале на Йерусалим.

## Списък на князете на Галилея
- Танкред Тарантски, княз на Галилея (1099-1101)
- Хуго дьо Сент Омер (1101-1105)
- Жерар дьо Сент Омер (1105-1106)
- Жервез де Базош (1106—1108)
- Танкред ІІ (1109-1112)
- Жослен дьо Куртене (1112-1118)
- Гийом I дьо Бур (1120-1141)
- Елинанд дьо Бур, брат на Гийом I (1142-1148)
- Гийом II дьо Бур, син на Гийом I (1148-1158)
- Готие дьо Фоконбер (1159-1171)
- Раймон III, граф на Триполи (1171-1187) и неговата съпруга Ешива дьо Бур, вдовица на Готие дьо Фоконбер.

## Васали
Княжество Галилея има собствени васали – сеньориите Сеньория Бейрут, Сеньория Баниас, Сеньория Бетсан, Сеньория Хайфа, Сеньория Назарет и Сеньория Торон.

### Сеньория Бейрут
Бейрут е завладян от кръстоносците през 1110 г. и е предаден във владение на Фулк дьо Гинес. това лордство е от най-дълго просъществувалите кръстоносни държавици и е завладяно от сарацините чак през 1291 г. От своя страна сеньорията Бейрут също има свои васали – това са лордствата Баниас и Торон.

### Сеньория Назарет
Първоначално, по време на управлението на княз Танкред, Назарет принадлежи на латинския патриарх. През 1115 г. Назарет става сеньория, подвасална на Княжество Галилея.

### Сеньория Хайфа
Сеньория Хайфа включва територии, васални на архиепископа на Назарет и на Княжество Галилея.